# 八戸市立日計ヶ丘小学校
八戸市立日計ヶ丘小学校（はちのへしりつ ひばかりがおかしょうがっこう）は、青森県八戸市大字河原木にあった公立小学校。

## 概要
- 本校は、根岸小学校の一部学区から分離し、市内42番目（当時）の小学校として開校した。
- なお、本校と根岸小学校の保護者代表と地域住人代表は、2023年（令和5年）3月末をもって、本校を根岸小学校に統合する事に合意した[1]。根岸小学校から分離して開校した本校は、根岸小学校に統合され、閉校する事になった。

## 沿革
- 1993年（平成5年）
  - 4月1日 - 根岸小学校より分離し、八戸市42番目の学校として開校。児童数416名・普通学級12・教職員数23名で開校。
  - 10月 - 校歌制定。同月、校舎落成記念式典挙行。
- 1994年（平成6年）
  - 2月 - 校歌掲額式挙行。
  - 12月 - 小動物飼育舎完成。
- 1997年（平成9年）9月 - サッカーゴール新設。
- 1998年（平成10年）8月 - 走り幅跳び用砂場新設。
- 2000年（平成12年）5月 - 学校花壇縁石新設。
- 2001年（平成13年）5月 - 歩道インターロッキング新設。
- 2002年（平成14年）
  - 5月 - 和太鼓納入。
  - 6月 - 10周年記念事業として、丘の森造成。
  - 10月 - 創立10周年記念式典挙行及び祝賀会開催。
- 2004年（平成16年）
  - 8月 - 駐車場整備。
  - 9月 - うさぎ小屋完成。
- 2006年（平成18年）5月 - 日計ヶ丘小学校「夢の森」完成。
- 2009年（平成21年）4月 - 八戸市公会堂ホールよりグランドピアノが寄贈される。
- 2011年（平成23年）10月 - 北稜中学校区地域密着型教育推進事業開始。
- 2012年（平成24年）11月 - 20周年記念式典挙行。
- 2014年（平成26年）8月 - 青森県総合防災訓練参加。
- 2023年（令和5年）
  - 2月4日 - 創立30周年記念と閉校記念の両式典挙行[2]。
  - 3月31日 - 根岸小学校へ統合され閉校[1]。

## 学区
- 日計ヶ丘・陸上自衛隊官舎・海上自衛隊官舎・海上自衛隊営内

## アクセス
- 路線バス「日計ヶ丘」バス停下車後、徒歩約210m・約4分。

## 周辺
- 日計保育園 - 進級前保育園のひとつだった。
- 航空自衛隊八戸航空基地